# Brian McBride
Brian Robert McBride (Arlington Heights, Illinois, Estados Unidos, 19 de junio de 1972) es un exfutbolista estadounidense cuyo último club fue el Chicago Fire en 2010.
Considerado como uno de los mejores futbolistas estadounidenses de las últimas décadas, McBride jugó gran parte de su carrera en Europa, más notablemente en el Fulham de la Premier League inglesa. Allí anotó 33 goles en cuatro temporadas, fue elegido como jugador del año en dos oportunidades y se convirtió en uno de los jugadores favoritos de la hinchada. McBride también fue un miembro importante de la selección estadounidense, habiendo participado en los mundiales de 1998, 2002 y 2006; además de ser uno de los pocos estadounidenses en haber anotado por lo menos un gol en diferentes ediciones de la Copa del Mundo.
El 21 de junio de 2012 el Wembley FC fichó a McBride junto con otras estrellas retiradas del fútbol y estará habilitado para jugar la FA Cup 2012-2013.

## Selección nacional
Ha sido internacional con la Selección de fútbol de los Estados Unidos desde 1993,  jugó 96 partidos internacionales y ha marcado 30 goles con la selección nacional.
También fue parte de la selección jugando en Copas del Mundo de 1998, 2002 y 2006. 
El 18 de julio de 2008, McBride fue nominado a la selección olímpica para participar en los Juegos Olímpicos de 2008 y nombrado como capitán de la selección en ese mismo año. 

### Participaciones en Copas del Mundo
| Mundial                        | Sede        | Resultado        |
| ------------------------------ | ----------- | ---------------- |
| Copa Mundial de Fútbol de 1998 | Francia     | Primera fase     |
| Copa FIFA Confederaciones 1999 | México      | Semifinal        |
| Copa Mundial de Fútbol de 2002 | Corea/Japón | Cuartos de final |
| Copa Mundial de Fútbol de 2006 | Alemania    | Primera fase     |

## Clubes
| Club              | País           | Año       | Partidos | Goles |
| ----------------- | -------------- | --------- | -------- | ----- |
| Milwaukee Rampage | Estados Unidos | 1990-1993 | 18       | 17    |
| VfL Wolfsburgo    | Alemania       | 1994-1995 | 18       | 2     |
| Columbus Crew     | Estados Unidos | 1996-2004 | 161      | 62    |
| Preston North End | Inglaterra     | 2000-2001 | 9        | 1     |
| Everton           | Inglaterra     | 2003      | 8        | 4     |
| Fulham            | Inglaterra     | 2004-2008 | 140      | 33    |
| Chicago Fire      | Estados Unidos | 2008-2010 | 59       | 18    |
|                   |                |           |          |       |

## Palmarés

### Campeonatos nacionales
| Título                   | Club          | País           | Año  |
| ------------------------ | ------------- | -------------- | ---- |
| Lamar Hunt U.S. Open Cup | Columbus Crew | Estados Unidos | 2002 |

### Copas internacionales
| Título                     | País           | Año  |
| -------------------------- | -------------- | ---- |
| Copa de Oro de la Concacaf | Estados Unidos | 2002 |

### Distinciones individuales
| Distinción                                          | Año  |
| --------------------------------------------------- | ---- |
| Mejor jugador de la Copa de Oro de la Concacaf 2002 | 2002 |
| Balón de oro en la Copa de Oro de la Concacaf 2002  | 2002 |